# Crise sociale
 (décembre 2024).
Une crise sociale (ou alternativement une crise sociétale) est une crise dans laquelle la structure de base d'une société connaît une interruption ou un déclin drastique.

## Typologie
Une crise sociale peut être soudaine et immédiate, ou il peut s'agir d'une inégalité sociétale flagrante qui peut prendre des décennies à se développer, ou encore d'un large éventail de scénarios ou de situations qui se situent quelque part entre ces modes conceptuels. Il peut s'agir :
- une crise politique telle qu'un coup d'État, ou un désordre civil de masse, dû à un désordre politique et/ou social, dû à un conflit armé, ou à des manifestations de masse, ou à un dysfonctionnement au sein d'une partie ou de l'organe central du gouvernement.
- une crise économique qui peut aller de ou inclure une éventuelle crise financière, une crise monétaire, ou tout choc économique, ou toute panne ou dysfonctionnement majeur du système économique
- une crise environnementale ou un bouleversement majeur dû à une catastrophe naturelle, qui peut inclure des phénomènes météorologiques violents, des épidémies, des sécheresses, des famines ou d'autres événements liés à la nature[1],[2],[3],[4],[5],[6].

## Par pays

### France
On peut citer les exemples de crises sociales suivants :
- le mouvement de Mai 68 ;
- le mouvement des Gilets jaunes en 2018-2019, qui dépasse les frontières de la France ;
- le mouvement social contre la réforme des retraites de 2023[7],[8],[9],[10],[11],[12] ;
- le mouvement des agriculteurs de 2024, qui dépasse également les frontières de la France.